# Paso Carretas
Paso Carretas är en ort i Mexiko.   Den ligger i kommunen Tlalixcoyan och delstaten Veracruz, i den sydöstra delen av landet, 300 km öster om huvudstaden Mexico City. Paso Carretas ligger 26 meter över havet och antalet invånare är 503.
Terrängen runt Paso Carretas är mycket platt, och sluttar österut. Runt Paso Carretas är det ganska tätbefolkat, med 56 invånare per kvadratkilometer. Trakten runt Paso Carretas består till största delen av jordbruksmark.